# 앨리 효과
앨리 효과(Allee Effect)는 개체군 밀도와 개체군의 평균 적합도(주로 개체당 개체군 성장률로 측정) 사이의 상관관계로 특징지어지는 생물학의 현상이다.

## 역사와 배경
앨리 효과의 개념은 당시에는 명칭이 없었지만, 1930년대에 그의 이름을 따서 워더 클라이드 앨리에 의해 처음 기술되었다. 앨리는 실험 연구를 통해 금붕어가 수조 내에 개체 수가 많을수록 더 높은 생존율을 보인다는 것을 입증했다. 이를 통해 그는 응집이 개체의 생존율을 향상시킬 수 있으며, 협력이 사회 구조의 전반적인 진화에 중요할 수 있다고 결론지었다. "앨리 원리"라는 용어는 생태학 분야가 종 내 및 종 간의 경쟁의 역할에 크게 초점을 맞추고 있던 1950년대에 도입되었다. 개체군 역학의 고전적 관점은 자원 경쟁 때문에 개체군이 밀도가 높을수록 전반적인 성장률이 감소하고 밀도가 낮을수록 성장률이 증가한다고 진술했다. 즉, 제한된 자원량 때문에 개체군 내 개체들은 주변 개체 수가 적을 때 더 유리할 것이다(로지스틱 성장 참조). 그러나 앨리 효과의 개념은 개체군 밀도가 낮을 때 그 반대가 사실이라는 아이디어를 도입했다. 종 내 개체들은 생존하기 위해 단순한 번식 이상의 이유로 다른 개체의 도움이 필요한 경우가 많다. 가장 명확한 예는 포식자를 사냥하거나 방어하는 동물에서 관찰된다.

## 정의
일반적으로 받아들여지는 앨리 효과의 정의는 양의 밀도 의존성, 즉 개체군 밀도와 개체 적합도 간의 양의 상관관계이다. 때로는 "과소 밀집"이라고도 불리며, 수산학 분야에서는 "감세"와 유사하거나 (일부에서는 동의어로 간주하기도 한다). 아래에는 생태학 문헌에서 사용되는 앨리 효과의 몇 가지 중요한 하위 범주가 나열되어 있다.

### 요소 vs. 개체군 앨리 효과
요소 앨리 효과는 개체 적합도의 측정 가능한 어떤 요소와 개체군 밀도 사이의 양의 관계이다. 개체군 앨리 효과는 전체 개체 적합도와 개체군 밀도 사이의 양의 관계이다.
두 용어의 차이점은 앨리 효과의 규모에 있다. 개체군 앨리 효과의 존재는 적어도 하나의 요소 앨리 효과의 존재를 시사하는 반면, 요소 앨리 효과의 존재가 반드시 개체군 앨리 효과를 초래하는 것은 아니다. 예를 들어, 협동 사냥과 짝을 더 쉽게 찾는 능력은 개체군 밀도에 영향을 받으며, 둘 다 개체군의 개체 적합도에 영향을 미치므로 요소 앨리 효과이다. 낮은 개체군 밀도에서는 이러한 요소 앨리 효과가 합쳐져 전체 개체군 앨리 효과(높은 개체군 밀도에 따른 적합도 증가)를 생성한다. 개체군 밀도가 높은 수에 도달하면 자원 경쟁을 통해 음의 밀도 의존성이 종종 요소 앨리 효과를 상쇄하여 개체군 앨리 효과를 없앤다. 일부 종의 경우 앨리 효과는 높은 개체군 밀도에서도 발생할 수 있다.

### 강한 vs. 약한 앨리 효과

앨리 효과는 낮은 밀도에서의 밀도 의존성의 특성에 따라 분류된다. 개체군이 낮은 밀도에서 감소하면 강한 앨리 효과가 나타난다. 증식률이 양수이고 증가하면 약한 앨리 효과가 나타난다. 귀무 가설은 낮은 밀도에서 증식률이 양수이지만 감소한다는 것이다.

강한 앨리 효과는 임계 개체군 크기 또는 밀도를 갖는 개체군 앨리 효과이다. 약한 앨리 효과는 임계 개체군 크기 또는 밀도를 갖지 않는 개체군 앨리 효과이다.
두 용어의 구분은 해당 개체군이 임계 개체군 크기 또는 밀도를 보이는지 여부에 기반한다. 약한 앨리 효과를 보이는 개체군은 낮은 개체군 밀도 또는 크기에서 개체당 성장률(개체군의 개체 적합도와 직접적인 관련이 있음)이 감소한다. 그러나 이 낮은 개체군 크기 또는 밀도에서도 개체군은 항상 양의 개체당 성장률을 보일 것이다. 한편, 강한 앨리 효과를 보이는 개체군은 개체군 성장률이 음수가 되는 임계 개체군 크기 또는 밀도를 가질 것이다. 따라서 개체군 밀도 또는 크기가 이 임계값 미만의 수에 도달하면 개체군은 추가 지원 없이 절멸될 운명에 처하게 된다. 강한 앨리 효과는 시간 시리즈 데이터를 사용하여 경험적으로 더 쉽게 입증할 수 있다. 왜냐하면 개체당 성장률이 음수가 되는 개체군 크기 또는 밀도를 정확히 파악할 수 있기 때문이다.

## 메커니즘
앨리 효과는 개체군 밀도와 평균 적합도 간의 양의 상관관계로 정의되므로, 앨리 효과가 발생하는 메커니즘은 생존과 번식에 본질적으로 연결되어 있다. 일반적으로 이러한 앨리 효과 메커니즘은 종 내 개체들 간의 협력 또는 촉진에서 비롯된다. 이러한 협력 행동의 예로는 더 나은 짝 찾기, 환경 조성, 포식자에 대한 집단 방어 등이 있다. 이러한 메커니즘은 현장에서 더 쉽게 관찰할 수 있기 때문에 앨리 효과 개념과 더 흔히 연관되는 경향이 있다. 그럼에도 불구하고, 근친교배 우울증 및 성비 편향과 같이 눈에 덜 띄는 앨리 효과 메커니즘도 고려되어야 한다.

### 생태학적 메커니즘
앨리 효과에 대한 수많은 생태학적 메커니즘이 존재하지만, 문헌에서 앨리 효과에 기여하는 가장 흔히 인용되는 촉진 행동 목록에는 짝 제한, 협력 방어, 협력 먹이 찾기, 환경 조성이 포함된다. 이러한 행동들은 별도의 범주로 분류되지만, 중첩될 수 있으며 상황 의존적이다 (특정 조건 하에서만 작동할 것이다 - 예를 들어, 협력 방어는 포식자나 경쟁자가 존재할 때만 유용할 것이다).
짝 제한짝 제한은 낮은 개체군 크기 또는 밀도에서 성적 번식을 위한 호환 가능하고 수용적인 짝을 찾는 어려움을 의미한다. 이는 일반적으로 수동적 번식을 활용하고 이동성이 낮은 종, 예를 들어 플랑크톤, 식물, 고착성 무척추동물에서 발생하는 문제이다. 예를 들어, 바람에 의해 수분되는 식물은 동종에게 꽃가루가 성공적으로 도달할 가능성이 낮아 희소한 개체군에서 낮은 적합도를 가질 것이다.
협력 방어집합의 또 다른 가능한 이점은 집단 반포식 행동을 통해 포식으로부터 보호하는 것이다. 많은 종들은 낮은 밀도에서 개체당 더 높은 포식자 경계 행동률을 보인다. 이러한 증가된 경계는 먹이 찾기에 소요되는 시간과 에너지를 줄여 더 작은 집단에 사는 개체의 적합도를 감소시킬 수 있다. 이러한 공유된 경계의 한 가지 놀라운 예는 미어캣에서 볼 수 있다. 한편, 다른 종들은 정어리 무리나 유럽찌르레기 떼처럼 포식자를 혼란시키고 피하기 위해 동기화하여 움직인다. 이러한 군집 행동이 포식자에게 미치는 혼란 효과는 개체 수가 많을수록 더 효과적일 것이다.
협력 먹이 찾기특정 종은 생존하기 위해 집단 사냥이 필요하다. 예를 들어, 아프리카들개와 같이 무리 지어 사냥하는 종은 작은 집단에서 효율적으로 먹이를 찾고 포획할 수 없을 것이다.
환경 조성 / 서식지 변경환경 조성은 일반적으로 개체들이 종의 이익을 위해 즉각적이거나 미래의 환경을 개선하기 위해 협력하는 메커니즘을 의미한다. 이러한 변경은 비생물적 요인(온도, 난류 등)과 생물적 요인(독소, 호르몬 등) 환경 요인의 변화를 모두 포함할 수 있다. 태평양 연어는 이러한 요소 앨리 효과의 잠재적인 사례를 제시한다. 산란하는 개체의 밀도가 다음 세대의 생존에 영향을 미칠 수 있다. 산란하는 연어는 번식하기 위해 담수 하천으로 이주하면서 바다에서 얻은 해양 영양분을 운반하고, 죽으면 주변 서식지를 비옥하게 하여 다음 달에 부화할 어린 개체들에게 더 적합한 서식지를 만든다. 설득력 있지만, 연어에 의한 이러한 환경 조성 사례는 경험적 증거에 의해 엄격하게 뒷받침되지 않았다.

### 인간 유발
고전적인 경제 이론은 개체군에 대한 인간의 착취가 종의 멸종을 초래할 가능성이 낮다고 예측한다. 왜냐하면 마지막 몇 개체를 찾는 데 드는 비용이 시장에서 개체를 판매하여 얻는 고정 가격을 초과하기 때문이다. 그러나 희귀종이 흔한 종보다 더 바람직할 때 희귀종의 가격은 높은 수확 비용을 초과할 수 있다. 이 현상은 희귀종은 멸종하지만 흔한 종은 지속 가능하게 수확되는 "인위적" 앨리 효과를 생성할 수 있다. 인위적 앨리 효과는 멸종 위기 종에 대한 경제 시장의 위협을 개념화하는 표준적인 접근 방식이 되었다. 그러나 원래 이론은 2차원 모델의 1차원 분석을 사용하여 제시되었다. 2차원 분석은 인간 착취자 및 생물 개체군 공간에서 앨리 곡선을 생성하며, 이 곡선은 멸종될 운명의 종과 지속될 운명의 종을 분리하는 복잡한 것일 수 있다는 것이 밝혀졌다. 심지어 매우 높은 개체군 크기도 예정된 멸종 경로에서 원래 제안된 앨리 임계값을 통과할 수 있다.

### 유전적 메커니즘
개체군 크기 감소는 유전적 다양성 손실을 초래할 수 있으며, 유전적 다양성이 종의 진화적 잠재력에 미치는 역할을 고려할 때, 이는 결과적으로 관찰 가능한 앨리 효과를 초래할 수 있다. 종의 개체군이 작아질수록 유전자 풀의 크기도 줄어든다. 이러한 개체군 병목현상의 한 가지 가능한 결과는 유전적 부동과 근친교배 우울증 과정을 통한 종의 적합도 감소이다. 이러한 종의 전반적인 적합도 감소는 개체군 전체에 걸쳐 유해한 돌연변이가 축적되어 발생한다. 종 내의 유전적 변이는 유익한 것부터 해로운 것까지 다양할 수 있다. 그럼에도 불구하고 작은 유전자 풀에서는 해로운 대립유전자가 고정될 확률이 높다(유전적 부동). 진화 이론은 발현된 해로운 대립유전자가 자연 선택을 통해 제거되어야 한다고 명시하고 있지만, 제거는 매우 해롭거나 치명적인 대립유전자를 제거하는 데 가장 효율적이다. 생애 후기에 작용하는 것과 같은 경미하게 해로운 대립유전자는 자연 선택에 의해 제거될 가능성이 낮으며, 반대로 새로 획득한 유익한 돌연변이는 큰 유전자 풀보다 작은 유전자 풀에서 무작위적 기회로 손실될 가능성이 높다.
최근 유전적 다양성이 낮은 여러 종의 장기적 개체군 존속이 근친교배 우울증의 일반성에 대한 논쟁을 촉발했지만, 유전적 앨리 효과에 대한 다양한 경험적 증거가 있다. 한 가지 그러한 사례는 멸종 위기종인 플로리다퓨마(Puma concolor coryi)에서 관찰되었다. 플로리다퓨마는 1990년대 초에 개체군이 약 25마리의 성체로 감소하는 유전적 병목 현상을 겪었다. 이러한 유전적 다양성 감소는 낮은 정자 품질, 비정상적인 테스토스테론 수치, 소용돌이 모양 털, 구부러진 꼬리를 포함한 결함과 관련이 있었다. 이에 대응하여 유전적 복구 계획이 실행되었고 텍사스에서 온 여러 암컷 퓨마가 플로리다 개체군에 도입되었다. 이 조치는 이전에 근친교배 우울증과 관련이 있었던 결함의 유병률을 빠르게 감소시켰다. 이 근친교배 우울증의 시간 척도는 더 즉각적인 앨리 효과보다 크지만, 종의 장기적 존속에 상당한 영향을 미친다.

### 개체군 확률성
개체군 확률성은 유한한 크기의 개체군에서 무작위 출생 및 사망을 표본 추출함으로써 발생하는 개체군 성장률의 변동성을 의미한다. 작은 개체군에서는 개체군 확률성이 개체군 성장률을 감소시켜 앨리 효과와 유사한 효과를 유발하며, 이는 개체군 멸종 위험을 증가시킨다. 그러나 개체군 확률성이 앨리 효과의 일부로 간주될 수 있는지 여부는 다소 논란의 여지가 있다. 앨리 효과의 가장 현재 정의는 개체군 밀도와 평균 개체 적합도 간의 상관관계를 고려한다. 따라서 출생 및 사망 사건으로 인한 무작위적 변동은 앨리 효과의 일부로 간주되지 않는다. 왜냐하면 멸종 위험 증가가 개체군 내 개체의 운명 변화의 결과가 아니기 때문이다.
한편, 개체군 확률성이 성비의 변동을 초래할 때, 이는 개체군 감소에 따라 평균 개체 적합도를 감소시킨다고 주장할 수 있다. 예를 들어, 한 성별의 부족을 야기하는 작은 개체군의 변동은 결과적으로 반대 성별의 짝 찾기를 제한하여 개체군 내 개체의 적합도를 감소시킨다. 이러한 유형의 앨리 효과는 일부다처제 종보다 단혼 종에서 더 흔할 것이다.

## 분포 확장 개체군에 미치는 영향
개체군 역학과 수학적 연구는 앨리 효과의 존재가 개체군 분포 확장의 속도를 줄일 수 있음을 보여준다. 심지어 생물 침입을 막을 수도 있다.
시공간 모델에 기반한 최근 연구 결과는 앨리 효과가 분포 확장 개체군에서 유전적 다양성을 촉진할 수도 있음을 보여준다. 이러한 결과는 앨리 효과가 순전히 불리한 결과를 초래한다는 일반적인 생각을 반박한다. 개척 전선의 개체 성장률을 줄이는 것은 개척 속도를 동시에 줄이고 개체군 핵심에서 오는 다양한 유전자가 전면에 남아 있게 한다. 앨리 효과는 다양성의 공간적 분포에도 영향을 미친다. 앨리 효과를 포함하지 않는 시공간 모델이 유전적 다양성의 수직적 패턴(즉, 유전적 분획의 강하게 구조화된 공간적 분포)을 유도하는 반면, 앨리 효과를 포함하는 모델은 유전적 다양성의 "수평적 패턴"(즉, 공간에서 유전적 분화의 부재)을 유도한다.

## 수학적 모델
앨리 효과의 간단한 수학적 예는 3차 성장 모델에 의해 주어진다.
{\displaystyle {\frac {dN}{dt}}=-rN\left(1-{\frac {N}{A}}\right)\left(1-{\frac {N}{K}}\right),}
여기서 개체군은 {\displaystyle 0<N<A}에 대해 음의 성장률을 가지고,
{\displaystyle A<N<K}에 대해 양의 성장률을 가진다 ({\displaystyle 0<A<K}라고 가정한다).
이는 로지스틱 성장 방정식에서 벗어난 것으로,
{\displaystyle {\frac {dN}{dt}}=rN\left(1-{\frac {N}{K}}\right)}
여기서
N = 개체군 크기;
r = 내재적 증가율;
K = 환경용량;
A = 임계점; 그리고
dN/dt = 개체군 증가율.
방정식의 양변을 개체군 크기 N으로 나누면, 로지스틱 성장에서는 방정식의 좌변이 개체당 개체군 성장률을 나타내며, 이는 개체군 크기 N에 의존하고 개체군 크기의 전체 범위에서 N 증가에 따라 감소한다. 반대로 앨리 효과가 있을 때 개체당 성장률은 개체군 크기의 일부 범위 [0, N]에 걸쳐 N 증가에 따라 증가한다.
앨리 효과는 출생률과 사망률을 사용하여 명시적으로 모델링할 수 있다. 예를 들어, 다음과 같은 방정식
{\displaystyle {\frac {dN}{dt}}=(B(N)-D(N))N=\left({\frac {b_{0}N}{b_{1}+N}}-d-cN\right)N}
{\displaystyle b_{0}-d-b_{1}c>2{\sqrt {b_{1}cd}}}일 때 {\displaystyle N=0}에서 국소적으로 안정적인 평형점을 가진다. 여기서 {\displaystyle b_{0},b_{1},c,d}는 양수 상수이며 {\displaystyle B(N)} 및 {\displaystyle D(N)}는 각각 개체당 출생률 및 사망률을 나타낸다. 이 공식화는 인구통계 데이터를 사용하여 매개변수를 식별하거나 모델을 확률 미분 방정식으로 확장할 때 특히 유용하다.
시공간 모델도 앨리 효과를 고려할 수 있다. 간단한 예는 반응-확산 모델에 의해 주어진다.
{\displaystyle {\frac {\partial N}{\partial t}}=D{\frac {\partial ^{2}N}{\partial x^{2}}}+rN\left({\frac {N}{A}}-1\right)\left(1-{\frac {N}{K}}\right),}
여기서
D = 확산 계수;
{\displaystyle {\frac {\partial ^{2}}{\partial x^{2}}}={}}1차원 라플라스 연산자.
개체군이 작은 하위 개체군으로 구성될 때 앨리 효과에 추가적인 요인이 발생한다.
하위 개체군이 서로 다른 환경 변동에 영향을 받고(즉, 재난이 다른 하위 개체군에 영향을 주지 않고 한 하위 개체군 위치에서 발생할 수 있을 만큼 충분히 분리되어 있지만 여전히 개체가 하위 개체군 간을 이동할 수 있도록 허용하는 경우), 개별 하위 개체군이 전체 개체군보다 멸종될 가능성이 더 높다. 하위 개체군에서 개체 수를 감소시키는 재앙적인 사건이 발생할 경우, 다른 하위 개체군 위치에서 온 개체가 해당 지역을 재개척할 수 있다.
만약 모든 하위 개체군이 동일한 환경 변동에 영향을 받는다면(즉, 재난이 하나에 영향을 미친다면 모든 하위 개체군에 영향을 미칠 것이다), 개체군의 단편화는 개체군에 해로우며 전체 개체군의 멸종 위험을 증가시킨다. 이 경우, 종은 작은 하위 개체군의 이점(하위 개체군 손실이 종 전체에 재앙적이지 않다)을 전혀 받지 못하고 모든 단점(근친교배 우울증, 유전적 다양성 손실 및 환경 불안정에 대한 취약성 증가)을 받으며, 개체군은 단편화되지 않았을 때 더 잘 생존할 것이다.

## 집합의 앨리 원리
뭉침은 다음과 같은 요인에 대한 개체의 응집으로 인해 발생한다: 국지적 서식지 또는 경관 차이, 일일 및 계절적 날씨 변화, 번식 과정, 또는 사회적 유인력의 결과.

### 추가 자료
- Allee WC, Emerson AE, Park O, Park T, Schmidt KP (1949). 《Principles of Animal Ecology》.
- Norse EA, Crowder LB (2005). 〈The Allee Effect in the Sea〉. 《Marine conservation biology: the science of maintaining the sea's biodiversity》. Island Press. ISBN 978-1-55963-662-9.